# Pumeza Matshikiza
Pumeza Matshikiza (* 27. Februar 1979 in Lady Frere, Südafrika) ist eine südafrikanische Sängerin (Sopran).

## Leben
Sie studierte zunächst an der Universität Kapstadt am College of Music bei Virginia Davids Gesang. Mit dem Abschluss „cum laude“ wechselte sie sodann zum Royal College of Music. Sie war dann Mitglied der Royal Opera im Young Artist Programme. Ihr Sangesdebüt gab sie als Blumenmädchen in Parsifal.
2008 wirkte sie an der Premiere von The Minotaur von Harrison Birtwistle mit. 2010 erzielte sie mit der Mimì in La Bohème einen international beachteten Erfolg beim Edinburgh Festival. Sie sang 2011 auf der Hochzeit von Albert II. von Monaco mit Charlene Wittstock.
Nach dem Erfolg beim Veronica-Dunnes-Gesangswettbewerb in Dublin 2010 wurde Matshikiza an der Oper Stuttgart engagiert. Von 2011 bis 2016 gehörte sie zum Ensemble. Ihre Gesangsrollen waren die Pamina in der Zauberflöte, Susanna in der Hochzeit des Figaro sowie Micaëla in Carmen.
Mit dem Label Decca schloss sie 2013 einen Plattenvertrag. 2013 erschien die Single „God bless Africa“, 2014 das Album „Voice of Hope“ (Abbey Road Studios) und 2016 das Album „Arias“.
In der Zeit ab 2016 war sie an zahlreichen Opernhäusern engagiert. Das waren unter anderem das Teatro alla Scala in Mailand, die English National Opera, die Opéra national du Rhin in Straßburg, die Dallas Opera, die Vlaamse Opera, das Theater an der Wien, das Theater Klagenfurt, die Semperoper Dresden und das Hessische Staatstheater Wiesbaden.
2024 sang sie erstmals Aida an der Staatsoper Hannover.